# With (서영은의 음반)
《With》는 대한민국의 가수 서영은이 2010년 4월 27일 발매한 디지털 싱글 앨범이다. 수록곡은 "이 거지같은 말"이다. 브라운아이드소울의 멤버 정엽이 피쳐링으로 참여했다. 발표 첫 주 가온 차트의 디지털 종합 차트에서 1위를 기록했으며 2010년 7월 17일까지 11주 동안 차트 100위권 내에 머물렀다.

## 수록곡
| #             | 제목                                                 | 작사          | 작곡           | 재생 시간 |
| ------------- | ---------------------------------------------------- | ------------- | -------------- | --------- |
| 1.            | 〈"이 거지같은 말"〉 (with 정엽 of 브라운아이드소울) | 서영은        | 김세진, 서정진 | 3:59      |
| 2.            | 〈"이 거지같은 말"〉 (Instrumental)                  |               | 김세진, 서정진 | 3:58      |
| 총 재생 시간: | 총 재생 시간:                                        | 총 재생 시간: | 총 재생 시간:  | 7:57      |

## 차트 성적

### 가온 차트
- 디지털 종합 차트 : 이 거지같은 말 (with 정엽 of 브라운아이드소울) - 1위